# Rudolf Johann Pichler
Rudolf Johann Pichler (* 22. April 1856 in Wien, Österreich; † 26. Januar 1925 in Lainz, Österreich) war ein österreichischer Komponist und Schriftsteller.

## Leben
Rudolf Pichler wurde am 22. April 1856 in Wien geboren. Die Familie wohnte in der Karlsgasse 1. Über den Beruf des Vaters Johann Pichler ist bislang nichts bekannt; er wird in einer Matrikel im Archiv der Gesellschaft der Musikfreunde in Wien als „Hauseigentümer“ bezeichnet. Rudolf begann am 8. Januar 1875 ein Studium am Konservatorium der Gesellschaft der Musikfreunde. Dort wurde er von Franz Krenn (Komposition), Julius Epstein (Klavier) und Anton Bruckner (Harmonielehre und Kontrapunkt) unterrichtet. Nachdem er zunächst Klavier als Hauptfach belegt hatte, wechselte er – möglicherweise wegen eines Gehörleidens – im Schuljahr 1876/77 zum Hauptfach Komposition, wo er gemeinsam mit Gustav Mahler, Hans Rott, Mathilde Kralik und Rudolf Krzyzanowski den 2. und 3. Jahrgang der Klasse von Franz Krenn besuchte. In den Schuljahren 1876/77 und 1877/78 wurde er jeweils zum Kompositionskonkurs zugelassen, wo er einen 2. bzw. einen 1. Preis erhielt. Er wurde daher bei seinem Abgang vom Konservatorium mit der Silbernen Gesellschaftsmedaille ausgezeichnet.
Noch im Jahr seines Abganges vom Konservatorium scheint sich Pichler dauerhaft in Rom niedergelassen zu haben, wo er sich gelegentlich „Rodolfo“ nannte. Er wohnte zunächst in der Via Sistina 117, später in der Via del Campidoglio mit direktem Blick auf das Forum Romanum. Spätestens ab 1919 hielt sich Pichler in Deutschland auf (Ladenburg, Stuttgart), 1920 kehrte er nach Wien zurück. Ab 1921 lebte er im Versorgungsheim Lainz, wo er dann auch verstarb.
Pichler pflegte Kontakte zu zahlreichen Schriftstellern und Malern, so z. B. zu Friedrich von Khaynach, Ludwig von Hofmann, Richard Dehmel, Ludwig Krüger, Otto Greiner und Otto Erich Hartleben.
Er war der Vater des Philosophen Hans Pichler.

## Werke
- Motette Unsere Trübsal. Rom 1898.
- Hora est jam. Motettum. Cum quatuor vocibus. Rom 1898.
- Muteti duo quaternarum vocum secundum cantiones originales vocum singularum. Rom 1899.
- Quartetto in La maggiore per due Violini, Viola e Violoncello (Streichquartett A-Dur). Rom o. J. [vor 1907, vermutlich um 1900].
- als Herausgeber: Pantheistisches Laienbrevier. Eine Sammlung geistreicher Sinn- und Schlussreime des Angelus Silesius. Leipzig [1897].
- Sub Specie Aeternitatis. Transscendentale Aperçus. Rom 1908.
- Terzinen. Rom 1900.
- Sieben Sonette. Rom 1900.
- Herakles und Omphale. Rom 1900.